# Friederike Herrmann
Friederike Herrmann (* 1960 in Bad Hersfeld) ist eine deutsche Medienwissenschaftlerin und Professorin für Journalistik und Kommunikationswissenschaft an der Katholischen Universität Eichstätt-Ingolstadt.

## Werdegang
Friederike Herrmann erwarb ihr Abitur am Max-Slevogt-Gymnasium in Landau in der Pfalz. Von 1982 bis 1994 war sie als Redakteurin bei der überregionalen Wochenzeitung Deutsches Allgemeines Sonntagsblatt in Hamburg tätig. 
Von 1985 bis 1991 studierte sie Geschichte, Neuere deutsche Literatur und Volkskunde an der Universität Hamburg. Von 1994 bis 2006 arbeitete sie als wissenschaftliche Mitarbeiterin und Assistentin im Aufbaustudiengang Medienwissenschaft-Medienpraxis der Universität Tübingen. Im Jahr 2000 wurde sie promoviert.
Als freie Journalistin arbeitete sie für verschiedene Hörfunksender und Printmedien, z. B. Die Zeit, Süddeutsche Zeitung, Weltwoche, Frankfurter Rundschau, SWR und NDR. Daneben war sie als Schreibtrainerin für Journalistenschulen und Unternehmen, z. B. Journalistenschule Ruhr (WAZ), die Online-Redaktion des ZDF, den Südwestdeutschen Zeitschriftenverleger-Verband und die Ruhrkohle AG tätig.
Von 2006 bis 2012 war sie Professorin für Medienwissenschaft mit dem Schwerpunkt Textproduktion an der Hochschule Darmstadt. 2012 wurde sie als Professorin für Journalistik und Kommunikationswissenschaft der Katholischen Universität Eichstätt-Ingolstadt berufen.
Ihre Forschungsschwerpunkte sind Text und Sprache, Narrativität (Theorie und journalistische Praxis), Schreibprozesse von Journalisten, Medienethik, Medien und Alltag, Privatheit und Öffentlichkeit, Medien und Gender.

## Bücher
- Unter Druck. Die journalistische Textwerkstatt. Wiesbaden 2006. ISBN 9783531902562
- Privatheit, Medien und Geschlecht. Bisexualität in Daily Talks. Opladen 2002. ISBN 3-8100-3298-0
- Tabubruch als Programm. Privates und Intimes in den Medien. Opladen 2001. ISBN 3-8100-2920-3